# Disa bracteata
Disa bracteata

 là một loài lan có nguồn gốc từ Nam Phi.
Lần đầu tiên nó được ghi nhận ở Tây Úc vào năm 1944, ở Nam Úc vào năm 1988 và Victoria vào 1994.

## Hình ảnh

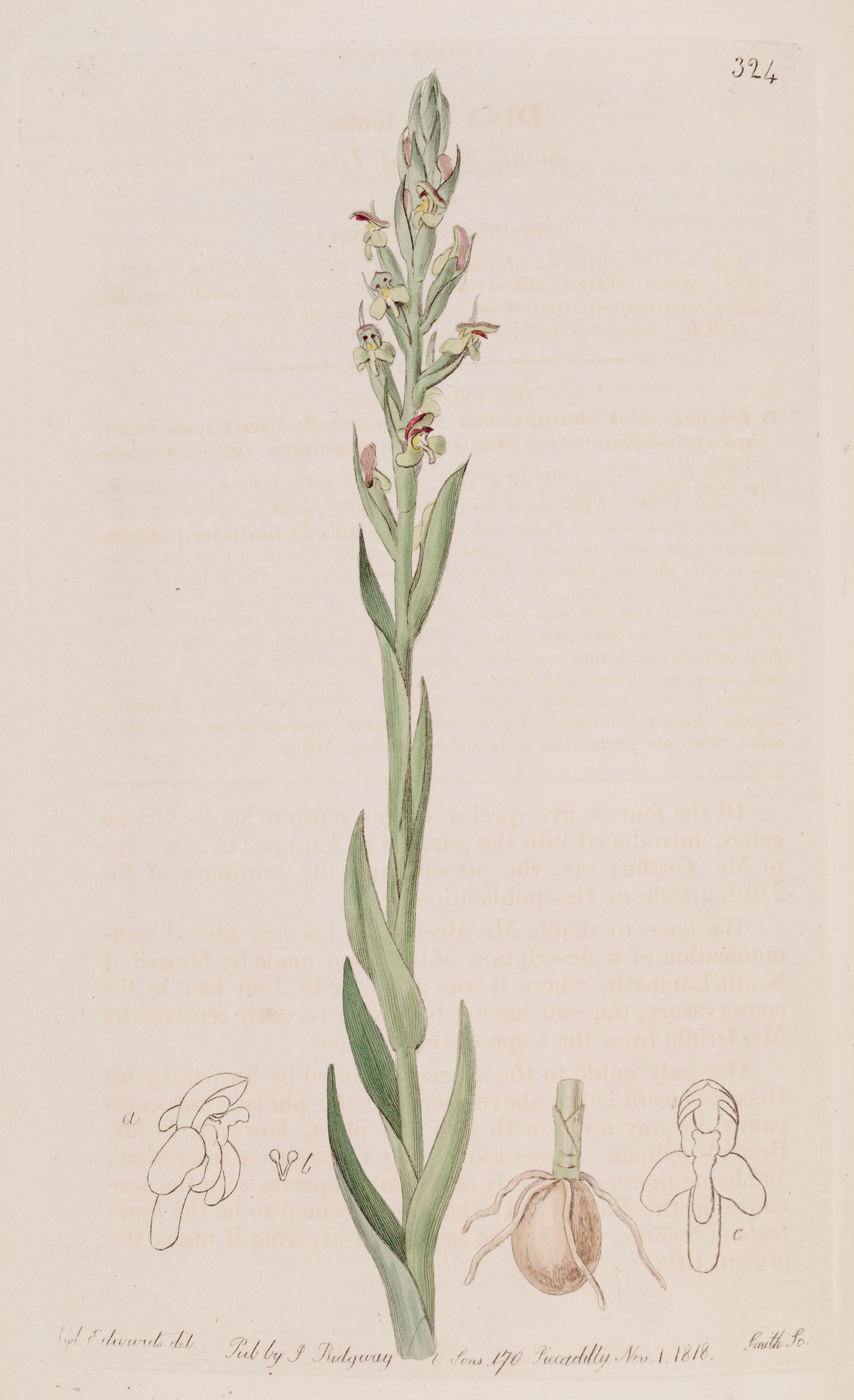
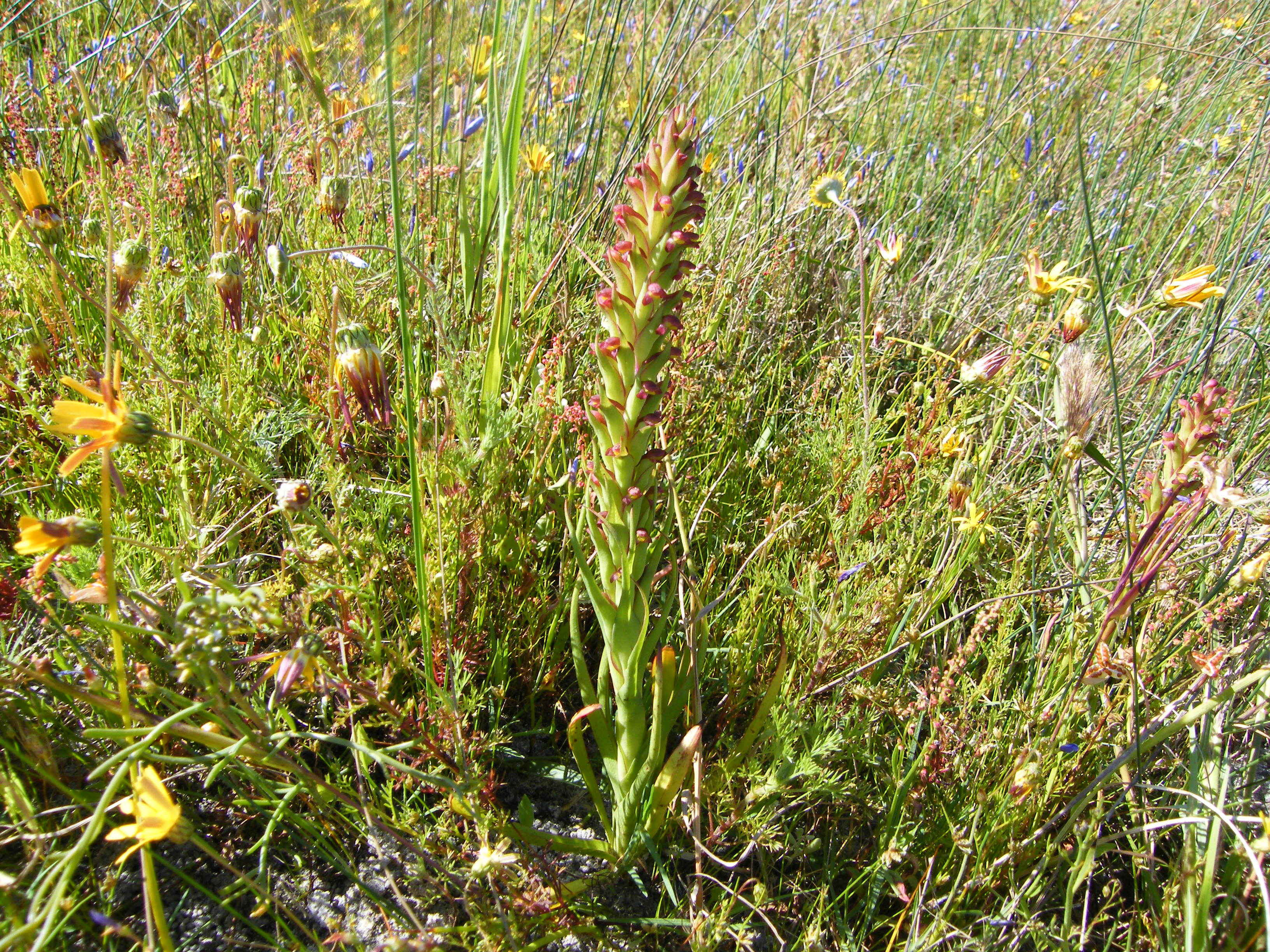